# Lucas Beraldo
Lucas Lopes Beraldo (Piracicaba, 24 de novembro de 2003) é um futebolista brasileiro que atua como zagueiro do Paris Saint-Germain.

## Carreira
Lucas Beraldo, natural de Piracicaba, é filho de André Beraldo, um ex-zagueiro cuja carreira abrangeu o período de 1991 a 2004. Iniciou sua formação em clubes de futebol do interior do estado de São Paulo, incluindo Red Bull Brasil, União Barbarense e XV de Piracicaba, antes de ingressar no São Paulo em 2019. Dois anos depois, foi promovido ao elenco profissional do clube a pedido do então treinador Hernán Crespo.
Beraldo realizou sua estreia profissional em 25 de maio de 2022, em um confronto contra o Ayacucho, equipe do Peru, durante um jogo da Copa Sul-Americana. No mesmo ano, ele também esteve presente em outras três partidas do Campeonato Brasileiro, incluindo um clássico contra o Palmeiras, disputado no estádio do rival.
No decorrer de 2023, Beraldo assegurou a titularidade em virtude das lesões de outros jogadores da posição, consolidando-se como um dos principais jogadores do clube e recebendo elogios tanto de torcedores quanto de jornalistas. Marcou seu primeiro gol como profissional em 20 de maio, durante uma vitória contra o Vasco da Gama, em um jogo do Campeonato Brasileiro. Ele também contribuiu para a conquista do título da Copa do Brasil de 2023, tendo participado de oito dos 10 jogos disputados pelo clube ao longo da competição.
O bom desempenho de Beraldo ao longo da temporada de 2023 resultou na conquista do troféu Mesa Redonda, concedido anualmente pela TV Gazeta, como melhor zagueiro do futebol brasileiro, e despertou o interesse de clubes europeus, notadamente o Leicester, Zenit e Paris Saint-Germain. Os três clubes apresentaram propostas para adquirir o jogador, sendo ele finalmente transferido para o Paris Saint-Germain por 20 milhões de euros. Sua contratação foi oficialmente anunciada em 1.º de janeiro de 2024.
Dois dias após o anúncio, Beraldo fez sua estreia pelo clube francês na decisão da Supercopa da França, entrando no segundo tempo da vitória contra o Toulouse e conquistando seu primeiro título com o PSG. Pela Liga dos Campeões, estreou em 14 de fevereiro de 2024, durante uma vitória contra a Real Sociedad no jogo de ida das oitavas de final. Sua atuação foi elogiada pelo técnico Luis Enrique. Em sua primeira temporada, Beraldo atuou como titular devido à lesão de Marquinhos, recebendo tanto críticas quanto elogios. Ele encerrou a temporada conquistando os títulos da Copa da França e da Ligue 1.

## Títulos
São Paulo
- Copa do Brasil Sub-17: 2020[27]
- Supercopa do Brasil Sub-17: 2020[27]
- Copa do Brasil: 2023[11]

Paris Saint-Germain
- Supercopa da França: 2023[28]
- Ligue 1: 2023–24[29] e 2024–25
- Copa da França: 2023–24[29] e 2024–25[30]
- Liga dos Campeões da UEFA: 2024–25[31]
- Supercopa da UEFA: 2025[32]

Seleção Brasileira
- Torneio Internacional Sub-20 do Espírito Santo: 2022[33]

### Prêmios individuais
- Troféu Mesa Redonda: 2023[34]
- Seleção da Copa do Brasil: 2023[35]